# Lorena (São Paulo)
Lorena, amtlich portugiesisch Município de Lorena, ist eine Gemeinde im brasilianischen Bundesstaat São Paulo. Sie ist Teil der Metropolregion Vale do Paraíba e Litoral Norte. Die Bevölkerung wurde zum 1. Juli 2021 auf 89.532 Einwohner geschätzt, die Lorenenser genannt werden und auf einem Gemeindegebiet von rund 414 km² leben.

## Toponymie
Benannt ist der Ort nach dem Gouverneur des Kapitanats São Paulo Bernardo José de Lorena.

## Geographie
Lorena liegt in der wirtschaftsstarken Siedlungsregion des Vale do Paraíba. Sie liegt auf einer Höhe von 524 Metern zwischen der südlichen Serra do Mar und der nördlichen Serra da Mantiqueira. Die Gemeinde hält 100 % Flächenanteil an dem 2001 für den Mata Atlântica errichteten Waldschutzgebiet Floresta Nacional de Lorena.
Die Entfernung zur Landeshauptstadt São Paulo beträgt 189 km.
Umliegende Gemeinden sind Piquete, Cachoeira Paulista, Canas, Silveiras, Cunha und Guaratinguetá.

### Vegetation
Das Biom ist Mata Atlântica.

### Hydrografie
Rio Paraíba do Sul, Rio Piagui.

## Kommunalpolitik
Bei der Kommunalwahl 2020 wurde Sylvio Ballerini des Partido da Social Democracia Brasileira (PSDB) für die Amtszeit von 2021 bis 2024 zum Stadtpräfekten (Bürgermeister) gewählt.
Die Legislative liegt bei einem Stadtrat, der Câmara Municipal, aus 17 gewählten Vertretern, den vereadores.

## Verkehr
Durch die Gemeinde führen die Bundesautobahnen BR-116 (Rodovia Presidente Dutra), die BR-459 (Lorena-Poços de Caldas, Minas Gerais) und die Landesautobahn SP-62.
Die Gemeinde hat Anschluss an die Eisenbahnstrecke Ramal de São Paulo der ehemaligen Estrada de Ferro Central do Brasil.